# Vesicularia subcalodictyon
Vesicularia subcalodictyon är en bladmossart som beskrevs av Brotherus och Jean Édouard Gabriel Narcisse Paris 1911. Vesicularia subcalodictyon ingår i släktet Vesicularia och familjen Hypnaceae. Inga underarter finns listade i Catalogue of Life.